# Ołeksa Bałabuch
Ołeksa Bałabuch – ukraiński działacz społeczny, poseł do Sejmu Krajowego Galicji I kadencji (1861–1867), włościanin z Mościsk.
Wybrany w IV kurii obwodu Przemyśl, z okręgu wyborczego nr 18 Mościska-Sądowa Wisznia. Jego wybór został unieważniony przez Sejm Krajowy, na jego miejsce wybrano Walentego Bielewicza.